# Europop (musikalbum)
Europop är debutalbumet av den italienska eurodancetrion Eiffel 65, utgivet i november 1999.
Med gruppens karaktäristiska användande av vocodersång rakt igenom blev Europop ett banbrytande album inom den europeiska dancescenen och ett framlyft av genren eurodance. I samband med singlarna "Blue (Da Ba Dee)" och "Move Your Body" blev albumet en internationell succé och uppnådde bland annat fjärde placering på den amerikanska Billboard 200-listan och 12:e placering i Storbritannien. De två övriga, betydligt mindre populära singlarna var "Too Much of Heaven" och "My Console".
Låtarna präglas överlag av ett snabbt och dansvänligt tempo. Många av dem har relativt leksamma texter, till exempel "My Console" som handlar om att spela TV-spel, "Another Race" som handlar om utomjordingar och avslutningsspåret "Hyperlink (Deep Down)" som handlar om webben. Därutöver finns det några låtar som behandlar seriösare ämnen såsom filosofi och kärlek; dessa låtar har dock en mindre dansvänlig karaktär även om de fortfarande framförs på ett icke-dramatiskt vis. Trots sitt italienska ursprung är samtliga låtar på albumet på engelska.
"Living in a Bubble" gästas av rapparen Papa Winnie.

## Låtlista
| Nr  | Titel                                | Kompositör                                           | Längd |
| --- | ------------------------------------ | ---------------------------------------------------- | ----- |
| 1.  | Too Much of Heaven                   | Gianfranco Randone, Maurizio Lobina, Massimo Gabutti | 5:17  |
| 2.  | Dub in Life                          | Randone, Lobina, Gabutti, Roberto Molinaro           | 3:57  |
| 3.  | Blue (Da Ba Dee)                     | Randone, Lobina, Gabutti                             | 4:42  |
| 4.  | Living in a Bubble (med Papa Winnie) | Randone, Lobina, Gabutti, Gabry Ponte                | 5:03  |
| 5.  | Move Your Body                       | Randone, Lobina, Gabutti, Molinaro, Domenico Capuano | 4:28  |
| 6.  | My Console                           | Randone, Lobina, Ponte                               | 4:13  |
| 7.  | Your Clown                           | Randone, Lobina, Gabutti, Capuano                    | 4:09  |
| 8.  | Another Race                         | Randone, Lobina, Ponte                               | 4:34  |
| 9.  | The Edge                             | Randone, Lobina, Molinaro                            | 4:20  |
| 10. | Now Is Forever                       | Randone, Lobina, Capuano                             | 5:44  |
| 11. | Silicon World                        | Randone                                              | 4:31  |
| 12. | Europop                              | Randone, Lobina, Gabutti                             | 5:28  |
| 13. | Hyperlink (Deep Down)                | Randone                                              | 4:57  |

## Övrigt
- Låten "My Console" beskriver hur gruppen spelar TV-spel, mer specifikt en Playstation, med många olika spel som utgör en stor del av låttexten; Metal Gear Solid, Tekken 3, Omega Boost, Resident Evil, Gran Turismo, Bloody Roar, X-Files, Ridge Racer, Oddworld och Winning Eleven.
- 40 sekunder in i låten "Now Is Forever" hör man ett ringande ljud som är näst intill identiskt med introt till "Behind the Wheel" av Depeche Mode, en grupp som Eiffel 65 till stor del är inspirerade av.
- På den amerikanska utgåvan är låtarna i en helt annan ordning och i annorlunda mixning.

## Listplaceringar
| Listor (1999-2000)          | Högsta placering |
| --------------------------- | ---------------- |
| Australiensiska albumlistan | 18               |
| Brittiska albumlistan       | 12               |
| Finländska albumlistan      | 8                |
| Franska albumlistan         | 6                |
| Italienska albumlistan      | 13               |
| Kanadensiska albumlistan    | 5                |
| Nyzeeländska albumlistan    | 4                |
| Schweiziska albumlistan     | 19               |
| USA Billboard 200           | 4                |
| Österrikiska albumlistan    | 16               |

## Medverkande
Eiffel 65
- Gianfranco Randone (Jeffrey Jey) - sång, producent
- Maurizio Lobina - keyboard, producent
- Gabry Ponte - DJ, producent

Produktion
- Luciano Zucchet, Massimo Gabutti - exekutiva producenter
- Angelica Villella, Mauro Di Deco - mixning
- Chris Zippel - mastering (Studio Chillout)
- Tom Wagner - fotografier
- Marc Schilkowski - illustrationer